# Тарэ

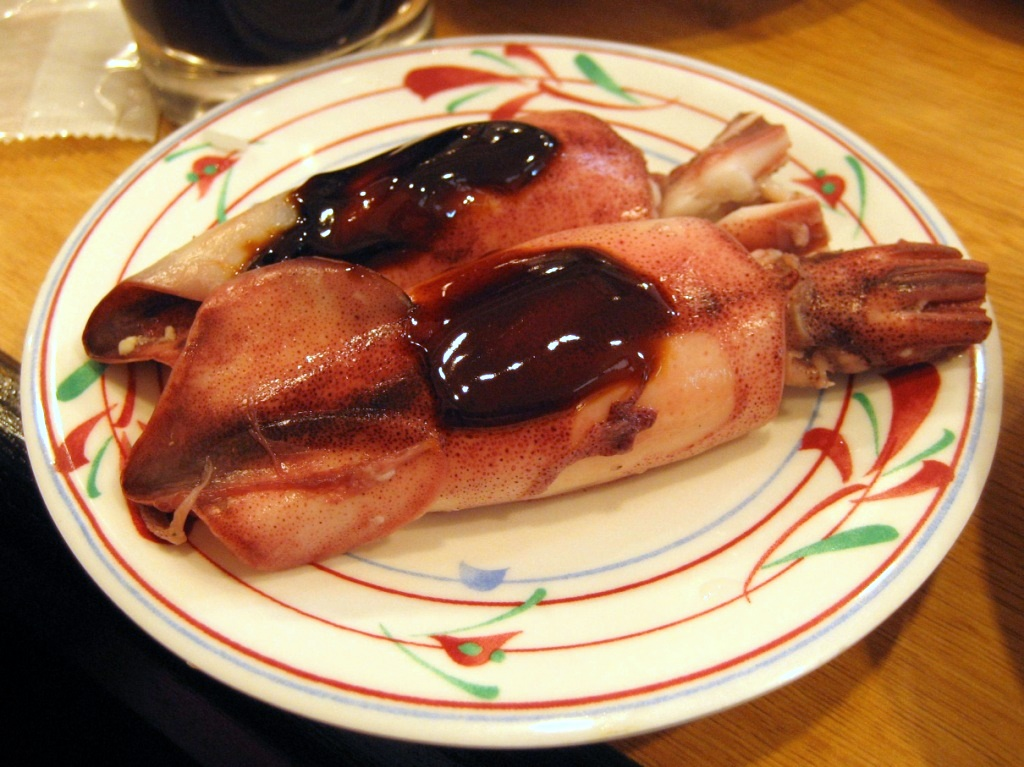
Икамэси политый соусом тарэ

Тарэ (яп. タレ) — общий термин японской кухни для соусов, часто применяемых для готовки на открытом огне (якитори и якинику, в особенности таких, как соус тэрияки), а также для суси, набэмоно и гёдза. Чаще всего представляет собой загущённый и подслащённый соевый соус для готовки на открытом огне и ароматизированный даси, уксусом для набэмоно и натто, такой как соус пондзу.